# Veine superficielle
Les veines superficielles sont les veines proches de la surface du corps.

## Description
Contrairement aux veines profondes, les veines superficielles ne sont pas associées à une artère et possèdent une paroi plus fine.
Il peut exister des veines perforantes qui les relient aux veines profondes.
Des veines superficielles peuvent être vues sous la peau. Celles qui se trouvent en dessous du niveau du cœur ont tendance à se gonfler. Ceci peut être facilement observé dans la main : élevé au-dessus du cœur et le sang doit s'écouler; abaissé sous le cœur et il se remplira. Les veines deviennent plus visuellement proéminentes lors de la levée de poids lourds, en particulier après une période d'entraînement musculaire appropriée.

## Fonction
Les veines superficielles sont physiologiquement importantes pour la thermorégulation du corps. Lorsque le corps est trop chaud, le corps achemine le sang des veines profondes vers les veines superficielles, pour faciliter le transfert de chaleur vers l'environnement. 

## Aspect clinique
Physiologiquement, les veines superficielles ne sont pas aussi importantes que les veines profondes (car elles transportent moins de sang) et sont parfois retirées au cours d'une procédure appelée stripping veineux, qui est utilisée pour traiter les varices.

## Exemples de veines superficielles
- veine jugulaire externe

### Membre supérieur
- veine céphalique - glisse le long du biceps : la "veine signature" des bodybuilders
- veine médiane du coude - souvent utilisée pour prélever du sang (ponction veineuse).
- veine basilique - généralement la plus grande veine du bras : souvent utilisée pour la dialyse

### Membre inférieur
- petite veine saphène
- grande veine saphène - souvent «prélevée» pour un pontage coronarien